# Daldorf
 Ikke at forveksle med Dalldorf.
Daldorf er en by og kommune i det nordlige Tyskland, beliggende i Amt Boostedt-Rickling i den nordlige del af Kreis Segeberg. Kreis Segeberg ligger i den sydøstlige del af delstaten Slesvig-Holsten.

## Geografi
Daldorf lgger omkring 10 kilometer nord for Bad Segeberg ved motorvejen A21. I kommunen ligger godset Pettluis og en stor del af naturoplevelsesskoven Erlebniswald Trappenkamp (de) ligger i kommunen.